# 1190
Évszázadok: 11. század – 12. század – 13. század
Évtizedek: 1140-es évek – 1150-es évek – 1160-as évek – 1170-es évek – 1180-as évek – 1190-es évek – 1200-as évek – 1210-es évek – 1220-as évek – 1230-as évek – 1240-es évek
Évek: 1185 – 1186 – 1187 – 1188 –  1189 – 1190 – 1191 – 1192 – 1193 – 1194 – 1195

## Események

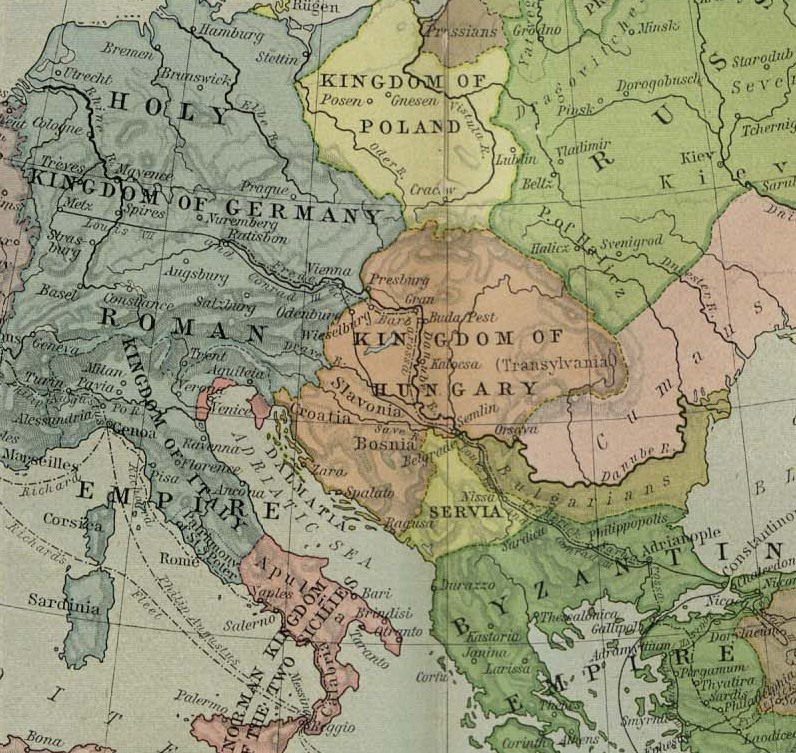
A Magyar Királyság 1190 körül

- június 10. – I. Richárd angol király és II. Fülöp Ágost francia király elindul Vézelay-ből a harmadik keresztes hadjáratra.[1]
- június 10. – Barbarossa Frigyes német-római császár a Kalükadnosz folyóba fullad a harmadik keresztes hadjárat során.[2]
- október 4. – I. Richárd angol király szicíliai hadjárata során elfoglalja Messina városát.[3]
- Lusignani Guidót I. Izabella követi a Jeruzsálemi Királyság trónján.
- Zsidóellenes pogromok Angliában.
- I. Henrik brabanti herceg trónra lépése.
- Nemanja István szerb fejedelem megalapítja a Studenica monostort.

## Születések
- III. Vilmos szicíliai király († 1198)

## Halálozások
- május 6. - Friedrich von Hausen minnesänger
- június 10. – Barbarossa Frigyes német-római császár[2] (* 1122)
- Hainaut-i Izabella, II. Fülöp Ágost francia király felesége (* 1170)
- július 25. – Szibilla jeruzsálemi királynő